# ایمی (موسیقی متن)
ایمی (به انگلیسی: Amy) آلبوم موسیقی متن برای فیلم ۲۰۱۵ ایمی است که توسط هنرمند اهل برزیل آنتونیو پینتو و ترانه‌هایی از ایمی واینهاوس ضبط شده‌است. این آلبوم در ۳۰ اکتبر ۲۰۱۵ منتشر شد.